# Rathdrum (comté de Wicklow)
Pour l’article homonyme, voir Rathdrum.
Rathdrum (en irlandais : Ráth Droma, littéralement « fort circulaire de la crête ») est un village du comté de Wicklow en Irlande. Il est situé à l'est des montagnes de Wicklow à 96 mètres d'altitude en moyenne, sur la rive droite de l'Avonmore. Il comptait 1 486 habitants en 2006.